# Гвинейский каури
Каури (фр. cauri) — с 1972 по 1986 год разменная денежная единица Гвинеи (¹/₁₀₀ гвинейского сили). Название происходит от раковины каури, во многих странах выполнявшей функции денег в течение нескольких тысячелетий. Введена в обращение 2 октября 1972 года в ходе третьей гвинейской денежной реформы. Изъята из обращения во время пятой денежной реформы, проводившейся в период с 6 по 28 января 1986 года, в ходе которой сили был заменён гвинейским франком.

## Монеты[2]
| Номинал  | Год  | Металл   | Диаметр (мм) | Вес (г) | Гурт    | Аверс                                           | Реверс                                                                | Изображение |
| -------- | ---- | -------- | ------------ | ------- | ------- | ----------------------------------------------- | --------------------------------------------------------------------- | ----------- |
| 50 каури | 1971 | Алюминий | 19,00        | 0,70    | Гладкий | Раковина каури REPUBLIQUE DE GUINEE год чеканки | 50 CAURIS Оливковый венок LE 1er MARS 1960 TRAVAIL-JUSTICE-SOLIDARITE |             |